# Maximilian Marquard von Ulm-Erbach-Mittelbiberach
Maximilian Marquard Josef Anton Ferdinand Wilhelm Freiherr von Ulm-Erbach-Mittelbiberach (* 20. Februar 1802 in Erbach; † 10. August 1864 ebenda) war ein deutscher Rittergutsbesitzer und Politiker.

## Leben
Freiherr von Ulm-Erbach-Mittelbiberach studierte Kameralwissenschaften in Tübingen, wo er 1821 dem Burschenverein beitrat. Nach seinem Abschluss arbeitete auf seinen Gütern in Erbach an der Donau. 1841 bis 1843 war er für die Ritterschaft des Donaukreises Abgeordneter in der Zweiten Kammer des Württembergischen Landtags.